# 師岡柊生
師岡 柊生（もろおか しゅう、2000年12月9日 - ）は、東京都八王子市出身のプロサッカー選手。Jリーグ・鹿島アントラーズ所属。ポジションはフォワード（FW）。

## 来歴
日本航空高等学校卒業後、東京国際大学に進学した。2022年8月6日、Jリーグ・ジュビロ磐田への2023年シーズンの加入内定が決まっていた。11月17日にクラブ内の不祥事により加入内定（仮契約）が取り消しとなった。そんな中、Jリーグ・鹿島アントラーズがオファーを出し加入が決まった。背番号は「36」。
2025年、背番号を「19」に変更する。

## プレースタイル
ゴールへの鋭い動き出しと嗅覚に優れたFW。豊富な運動量で攻守においてハードワークができ、安定したボディバランスで前線の起点となる。

## エピソード・人物
2024年、鹿島サポーターから個人チャントが披露された。原曲は「檄！帝国華撃団」である。

## 所属クラブ
- 大和田サッカークラブ（八王子市立大和田小学校）
- FC多摩ジュニアユース
- 2016年 - 2018年 日本航空高等学校
- 2019年 - 2022年 東京国際大学
- 2023年 - 鹿島アントラーズ

## 個人成績
| 国内大会個人成績 | 国内大会個人成績 | 国内大会個人成績 | 国内大会個人成績 | 国内大会個人成績 | 国内大会個人成績 | 国内大会個人成績 | 国内大会個人成績 | 国内大会個人成績 | 国内大会個人成績 | 国内大会個人成績 | 国内大会個人成績 |
| 年度             | クラブ           | 背番号           | リーグ           | リーグ戦         | リーグ戦         | リーグ杯         | リーグ杯         | オープン杯       | オープン杯       | 期間通算         | 期間通算         |
| 年度             | クラブ           | 背番号           | リーグ           | 出場             | 得点             | 出場             | 得点             | 出場             | 得点             | 出場             | 得点             |
| 日本             | 日本             | 日本             | 日本             | リーグ戦         | リーグ戦         | リーグ杯         | リーグ杯         | 天皇杯           | 天皇杯           | 期間通算         | 期間通算         |
| ---------------- | ---------------- | ---------------- | ---------------- | ---------------- | ---------------- | ---------------- | ---------------- | ---------------- | ---------------- | ---------------- | ---------------- |
| 2023             | 鹿島             | 36               | J1               | 4                | 0                | 4                | 0                | 1                | 0                | 9                | 0                |
| 2024             | 鹿島             | 36               | J1               | 32               | 3                | 2                | 0                | 3                | 0                | 37               | 3                |
| 通算             | 日本             | 日本             | J1               | 36               | 3                | 6                | 0                | 4                | 0                | 46               | 3                |
| 総通算           | 総通算           | 総通算           | 総通算           | 36               | 3                | 6                | 0                | 4                | 0                | 46               | 3                |

出場歴
- Jリーグ初出場 2023年4月9日 J1第7節 柏レイソル戦（三協フロンテア柏スタジアム）